# Acrosterigma burchardi
Acrosterigma burchardi is een tweekleppigensoort uit de familie van de Cardiidae. De wetenschappelijke naam van de soort is voor het eerst geldig gepubliceerd in 1877 door Dunker.